# 杨康
楊康，又名完顏康，是作家金庸小說《射鵰英雄傳》反派兼重要角色，岳飛副將楊再興的後人，楊鐵心與包惜弱的親生兒子，金國六王爺完顏洪烈的養子，楊過的父親，郭靖的義弟，丘處機、梅超風、歐陽鋒的弟子，祖籍山東，生於金中都趙王府。
楊康聰明俊美，嬌生慣養，嚮往权势，與完顏洪烈等人謀劃侵略大宋，阻撓郭靖、黃蓉取得武穆遺書，圖謀控制丐幫，殺死歐陽克、江南五怪，製造武林浩劫，最終間接中了黃蓉軟蝟甲上的蛇毒，慘死在嘉興鐵槍廟，屍體被鳥鴉啄食。
登場回數：7-15、22-28、35-36

## 生平
《射鵰英雄傳》開場，全真七子之一的丘處機殺掉私通金人的大宋奸臣王道乾後，逃至臨安城郊的牛家村，並殺掉追殺他的金國殺手。丘處機因而結識了在牛家村隱居的忠良之後楊鐵心及郭嘯天，剛巧郭楊二人的妻子均懷有身孕，丘處機替他們的未出生的孩子取名為郭靖和楊康，意為勿忘“靖康之恥”。
原來帶領金國殺手追殺丘處機是金國六王爺完顏洪烈，他被丘處機打到重傷而倒卧在楊家柴房，被楊鐵心妻子包惜弱救下。完顏洪烈身體稍作恢復後便附傷離去，但不忘包惜弱的美色，數個月後買通當地武官段天德，派兵殺害了郭嘯天，而郭夫人李萍則被段天德脅持下北上，輾轉流落蒙古並生下郭靖，楊鐵心則不知所蹤。完顏洪烈則與宋兵合謀，假裝從官兵手中救出包惜弱。包惜弱舉目無親，孤身一人，只得委身完顏洪烈，住進金國中都的趙王府邸，成為金國王妃，生下楊康。
楊康以完顏康之名在金國成長，過著衣食無缺的小王爺生活，雖非親生但極得完顏洪烈疼愛，楊康亦以金國王子的身份為傲，相貌堂堂但帶驕氣，一直看不起宋人。后来曾道破黄药师所念诗为曹植为早夭女儿所作的《行女哀辞》，可见其亦接受文学教育。
丘處機得知郭楊兩家的巨變後，與江南七怪協議一同找回郭楊兩家的後人郭靖和楊康，並授以武功，並訂下十八年之約，要郭靖楊康長大後以武功一較高下。丘處機找到楊康後便在金國王府內住下並傳授其武藝，性格爭強好勝的丘處機一心想贏十八年之約的賭局，因而忽略了品德至上，武功次之的觀念，故未對楊康的人格多加注意，楊康也從未認其為師。丘处机虽曾有意告知其身世，也因其言辞闪烁而作罢。日後楊康結交了完顏洪烈所聘江湖上三教九流之輩，並收留了「鐵屍」梅超風於王府，更拜她為師，學習邪功「九陰白骨爪」和「摧心掌」。
化名穆易的楊鐵心帶著養女穆念慈擺下比武招親，並說只要打敗即可娶得穆念慈，一路上也從未有人能打敗穆念慈。引得楊康上台比武，並打敗了穆念慈和拿走她的鞋子，但卻不願迎娶穆念慈，楊鐵心便在与其打鬥中受傷，郭靖見到後與楊康大打出手，但因包惜弱來到而停止。後來包惜弱與楊康說話的聲音被楊鐵心認出，彭連虎為了替楊康出氣而對郭靖下手，因王處一阻止而作罷。王處一認出楊康的武功知道是丘處機的弟子，楊康假意邀請王處一、郭靖等人去王府做客商議與穆念慈的婚事，但卻隨後暗中派人將楊鐵心與穆念慈抓了起來。王處一和郭靖來到王府，楊康只叫其道長而不尊稱“師叔”，後來更讓靈智上人對王處一下毒，还故意将解药全部买走。
郭靖為了替王處一尋找解毒藥材，和黃蓉一同偷偷潛入王府，後來救出了楊鐵心和穆念慈。楊鐵心躲入了包惜弱的房間，並在之後與包惜弱相認。
無奈生父楊鐵心和母親包惜弱相認之後，遭完顏洪烈苦苦相逼，雙雙自盡於楊康面前，杨康没有为他们收尸，仅磕了四个头。後於太湖西畔歸雲莊上，楊康更得知完顏洪烈是其父母離散的主謀。楊康雖自此確定身世並恢復楊姓及亲手击毙段天德，卻不甘心自己從錦衣玉食的王子變成窮苦布衣的事實，再加上完顏洪烈多次表明願不計前嫌重新接納，楊康遂接受完顏洪烈勸誘回頭認其為父，意圖幫助金國統一天下，希望有朝一日可以登上金國皇帝之位，並對一頭熱將他拉回窮酸漢人身份的郭靖極為怨恨。
此後楊康多次遊走於漢人及金人的身份之間，為達目的不擇手段。他為救穆念慈而偷襲殺死歐陽克，也得以順水推舟拜因而家族后继无人不得不打破不收外人为徒的规矩的「西毒」歐陽鋒為師，多次陷害義兄郭靖和黃蓉二人，以丐帮帮主洪七公指定黄蓉继任的信物打狗棒冒称新帮主而反诬郭、黄害死洪七公，然而他的陰謀卻屢次被機智聰穎的黃蓉阻撓。
穆念慈因欧阳克之死，以为杨康已经归正，遂失身於楊康，並懷有他的孩子，但在發現楊康行事歹毒後與他斷絕往來。
之後楊康又在桃花島上痛下殺手，和歐陽鋒在黄蓉母亲墓中一起袭击「江南七怪」中的柯镇恶、朱聰、韓寶駒、南希仁、全金發和韓小瑩六人，亲手杀死韩宝驹，令南希仁中毒，欧阳锋杀死朱聪、全金發，韩小莹自刎。杨康设计嫁禍給「東邪」黃藥師，也因此故意放走眼盲的柯镇恶，進而使郭靖、黃蓉兩人反目為仇，意圖挑起江湖紛爭希望能從中得利。郭靖、黄蓉来到桃花岛寻到南希仁，南希仁因中毒无法说话，神智错乱下掌击了黄蓉的软猬甲，意欲写出凶手杨康姓名但只写下“十”字就死了，郭靖因为已经以为黄药师是凶手，误以为南希仁想写的是“黄”字，误会更深。但後來在嘉興鐵槍廟內，黃蓉当着欧阳锋等揭穿歐陽克以及江南五怪之死皆為楊康陰謀，楊康欲殺黃蓉滅口而對其出掌，但正好打在軟蝟甲上被南希仁击打过的那一处而身中劇毒。
楊康毒發後神智錯亂、面目猙獰且語無倫次，時而清醒時而發狂，其身边的高手们慑于欧阳锋之威不敢施救也无法施救，沙通天因被杨康抓伤也中毒，所幸彭连虎及时砍断其手臂才免于身亡；后来連疼愛楊康的完顏洪烈都被其“你不是我爹爹，你害死我娘还要害我”之语及撕咬动作嚇到而棄他而去。楊康死後被棲息廟宇附近的一群烏鴉啄食屍身，所有的烏鴉也全都同他中毒而死，最後他的殘餘遺骸被郭靖埋葬在鐵槍廟外，墓碑則由丘處機親自刻上「不肖弟子楊康之墓，不才業師丘處機書碑」，以彰顯師徒兩人之過。
后来穆念慈生下杨康的孩子，由黄蓉取名為楊過，字改之（旧版穆念慈并无怀孕，见杨康痛苦，用杨铁心遗下的半截铁枪刺死杨康后自刺殉情，杨过为杨康曾在铁掌帮协助下强暴的秦南琴所生，名字为郭靖所起。后来的版本删除了秦南琴一角，改为穆念慈怀着杨康的孩子活下来，名字由黄蓉所起）。
黄蓉因心知杨康生前为人及死因，在教养杨过时有一定排斥；在杨过的成长过程中，众人也对他隐瞒杨康事績；长大后，因听信曲傻姑只言片语，以为自己的父亲是大英雄，而郭靖、黄蓉为杀父仇人，数次意欲加害二人以报父仇，但皆未果，二人对此也没有察觉。杨康去世36年後，成為神鵰大俠的楊過在铁枪庙才從柯鎮惡等人口中了解到父親的過去。当时在场的沙通天、彭连虎、侯通海、灵智上人均为杨康昔日部下，却对柯镇恶所述事实皆无从否认，彭连虎意欲在杨过面前说杨康的好话，也只说出杨康“礼贤下士”“人品是十分……十分英俊潇洒的”。杨过这时才相信父亲生前的确奸惡卑劣，彻底放弃报仇之念，并拜託柯鎮惡將丘處機所立的墓碑撤去，換上新的墓碑，上刻「先父楊府君康之墓，不肖子楊過謹立」。

## 武功
- 九陰白骨爪
- 摧心掌

## 影視形象

### 電視劇
《射鵰英雄傳》：
- 梁小龍：香港佳藝電視（1976年）
- 苗僑偉：香港無線電視（1983年）
- 潘宏彬：台灣中視（1988年）
- 羅嘉良：香港無線電視（1994年）
- 周　杰：慈文影視（2003年），香港版由陳廷軒為青年時期配音、曾佩儀為幼年時期配音
- 袁　弘：唐人影視（2008年），香港版由黃啟昌配音
- 陳星旭：华策影视/完美影视（2017年），香港版由李凱傑配音
- 王弘毅：企鵝影視/耀客傳媒（2024年），香港版由黃積權配音

《神雕俠侶》（演员均同时饰演其子杨过）：
- 任賢齊：台灣電視公司 (1998年)
- 陳　曉：于正工作室 (2014年)，香港版由李凱傑配音

### 電影
- 林　蛟：《射鵰英雄傳》（1958年），香港峨嵋影片公司
- 李藝民：《射鵰英雄傳》（1977年），邵氏公司
- 李藝民：《射鵰英雄傳續集》（1978年），邵氏公司
- 余太平：《射鵰英雄傳第三集》（1981年），邵氏公司
- 龍天翔：《神鵰俠侶》（1982年），邵氏公司
- 張國榮：《楊過與小龍女》（1983年），邵氏公司
- 林柏叡：《射雕英雄传之九阴白骨爪》（2021），北京拉近影业有限公司等